# طریق‌التحقیق
مثنوی طریق‌التّحقیق از جملهٔ آثار منسوب به حکیم سنایی غزنوی‌ست. این اثر توسط محمدتقی مدرس رضوی در کتاب «مثنوی‌های سنایی» در سال ۱۳۴۸ توسط انتشارات دانشگاه تهران‌ چاپ شده است.
به عنوان نمونه، بخش‌هایی از این اثر بدین قرارست:

## مناجات
| ای برآرندهٔ مه و خورشید           |  | نقش‌بند جهان بیم و امید       |
| ای به تو زنده جان، چو جسم به جان |  | جسم و جان را ز لطف توست توان |
| روح را هر نفس ز تو مددست         |  | کرم و رحمت تو بی‌عددست        |
| ای بسا مسجدی که راندهٔ توست       |  | وی بسا بت پرست خواندهٔ توست   |
| همه فانی شویم و تو باقی          |  | همه مست توایم و تو ساقی      |
| غرض ما ز هرچه هست توئی           |  | کارساز بلند و پست توئی       |
| طمع ما ز تو، عنایت توست          |  | رهبر ما به تو، هدایت توست    |